# محوطه گلی باغ
محوطه گلی باغ مربوط به سدهٔ ۶ و۸ ه.ق است و در شهرستان ماکو، بخش مرکزی، روستای باشکند واقع شده و این اثر در تاریخ ۲۳ شهریور ۱۳۸۲ با شمارهٔ ثبت ۱۰۰۳۵ به‌عنوان یکی از آثار ملی ایران به ثبت رسیده است.